# KFC Diest
Der Koninklijke Football Club Diest ist ein belgischer Fußballverein aus der flandrischen Stadt Diest. Die Mannschaft spielte neun Spielzeiten erst- und 29 Spielzeiten zweitklassig, ist derzeit aber nur noch im regionalen Amateurfußball unterwegs.

## Geschichte
Der Verein gründete sich 1909 unter dem Namen Hooger Op Diest Football Club und trat im selben Jahr dem belgischen Fußballverband bei. Zunächst spielte die Mannschaft auf regionaler limburgischer Ebene, 1931 stieg sie erstmals in die landesweit organisierte Drittklassigkeit auf. Zwischenzeitlich wieder nur im regionalen Bereich aktiv, stieg der Klub 1944 wieder auf. Wegen des Zweiten Weltkriegs wurde der Fußball jedoch ausgesetzt, so dass die Mannschaft erst ab 1945 drittklassig spielte. In Folge einer Ligareform, in der die teilnehmenden Mannschaften reduziert wurden, stieg der Klub 1947 wieder ab. 1948 fusionierte der Klub mit dem Lokalrivalen Standaard Athletiek Diest zum Football Club Diest, seit 1953 darf er als Societé Royale das königliche Prädikat tragen.
1956 begann der Aufstieg des Klubs, der nach der Viertligameisterschaft im Folgejahr als Drittligameister erstmals in die zweite belgische Liga aufstieg. Im ersten Jahr rettete lediglich der Torquotient vor dem direkten Wiederabstieg, aber bereits in der Spielzeit 1960/61 dominierte die Mannschaft die Serie mit 93 Saisontoren und stieg mit drei Punkten Vorsprung auf den Tabellenzweiten RCS Brügge in die erste belgische Liga. Dort platzierte sich der Klub zeitweise im mittleren Tabellenbereich, am Ende der Spielzeit 1964/65 stieg er jedoch als Tabellenschlusslicht gemeinsam mit Aufsteiger Royale Union Saint-Gilloise wieder ab. Nach fünf Jahren in der zweiten Liga wiederholte er in der Spielzeit 1969/70 die Zweitligameisterschaft und blieb in den folgenden fünf Jahren erstklassig. Zu dieser Zeit spielte mit Miroslav Pavlović auch ein Teilnehmer an der WM-Endrunde 1974 beim Klub. Anschließend etablierte sich die Mannschaft als Zweitligist, einzig in der Spielzeit 1987/88 war die für eine Spielzeit drittklassig.
1988 fusionierte KFC Diest mit dem FC Assent zum Koninklijke Tesamen Hogerop Diest. Am Ende der Spielzeit 1995/96 verabschiedete sich der Klub als Tabellenschlusslicht erneut aus der zweiten Liga, 2002 folgte der Sturz in die Viert- und 2005 in die Fünftklassigkeit. 2006 kehrte der Verein nach der mit einer Insolvenz verbundenen Rückstufung in der Ligapyramide zum Namen KFC Diest zurück.